# فرودگاه لید رانچ
فرودگاه لید رانچ (به انگلیسی: Lyda Ranch Airstrip) یک فرودگاه خصوصی است که یک باند فرود شن دارد و طول باند آن ۶۰۹ متر است. این فرودگاه در کشور ایالات متحده آمریکا قرار دارد و در ارتفاع ۷۴۶ متری از سطح دریا واقع شده است.